# Provincia di Timimoun
La provincia di Timimoun (in arabo: ولاية تيميمون) è una wilaya algerina istituita nel 2019.

## Geografia
La wilaya di Timimoun si trova nel Sahara algerino, la sua superficie è di 65.203 km². È delimitata:
- a nord dalla provincia di El Bayadh;
- a est dalla provincia di Al-Mani'a e da quella di In Salah;
- a ovest dalla provincia di Béni Abbès;
- a sud dalla provincia di Adrar.

## Storia
La provincia è stata istituita il 26 novembre 2019. Nel 2021 il presidente Abdelmadjid Tebboune ha ufficializzato la nuova suddivisione amministrativa. In precedenza era una wilaya delegata, ai sensi della legge n° 15-140 del 27 maggio 2015, che ha fissato le norme specifiche delle nuove entità territoriali e stilato l'elenco dei comuni ad esse annessi. Prima del 2019 il suo territorio faceva parte della provincia di Adrar.

## Società

### Evoluzione demografica
In base al censimento generale della popolazione del 2008, i comuni della wilaya contavano complessivamente 122.019 abitanti.

## Geografia antropica

### Suddivisioni amministrative
Nella tabella sono riportati i comuni della provincia, suddivisi per distretto di appartenenza.
| Distretto | Comuni                          | Superficie in km² | Popolazione nel 2008 |
| --------- | ------------------------------- | ----------------- | -------------------- |
| Timimoun  | Timimoun, Ouled Said            | 10.586            | 41.279               |
| Aougrout  | Aougrout, Metarfa, Deldoul      | 16.363            | 28.869               |
| Tinerkouk | Tinerkouk, Ksar Kaddour         | 28.244            | 20.722               |
| Charouine | Charouine, Talmine, Ouled Aïssa | 10.010            | 31.149               |